# Prager Tagblatt
Il Prager Tagblatt era un quotidiano cecoslovacco in lingua tedesca fondato a Praga nel 1876.

## Storia
Impostosi rapidamente come il principale quotidiano liberaldemocratico in lingua tedesca di Praga, annoverò tra i suoi redattori Egon Erwin Kisch e Friedrich Torberg. Altri suoi famosi collaboratori furono Alfred Polgar, Roda Roda, Johannes Urzidil e Max Brod. Sulle colonne del Prager Tagblatt scrissero anche i giovani Joseph Roth e Sandor Marai.
Il giornale cessò le pubblicazioni nel 1939, in seguito all'invasione tedesca della Cecoslovacchia.